# 迪安·希爾斯
迪安·希爾斯（英語：Dean Shiels；1985年2月1日—）是一位北愛爾蘭足球運動員，在場上的位置是攻擊型中場。他現在效力於蘇格蘭足球冠軍聯賽球隊格拉斯哥流浪者足球俱樂部。他也代表北愛爾蘭國家足球隊參賽。

## 外部連結
- 足球数据库：迪安·希爾斯的球员统计数据
- 迪安·希爾斯在 National-Football-Teams.com 上的出场纪录
- Irish Football Association profile
- Rangers F.C. profile